# Isar Aerospace
Pour les articles homonymes, voir Isar.
Isar Aerospace est une start-up de l'aérospatial créée à Munich en 2018. Le nom de l'entreprise tient son origine de la rivière qui traverse Munich, Isar. Elle développe un micro-lanceur à ergol liquide nommé Spectrum, capable, en théorie, de placer en orbite basse de petits satellites.

## Entreprise

### Général
Isar Aerospace est une start-up qui est localisée dans la localité d'Ottobrunn, près de Munich. Elle a été fondée en mars 2018 par trois ingénieurs  dirigés par Daniel Metzler pour développer un micro-lanceur, Spectrum, et les moteurs-fusées à ergols liquides nécessaires en s'appuyant sur l'expertise acquise par l'Université technique de Munich dans le domaine des fusées-sondes et des moteurs-fusées. Elle dispose d'un soutien financier de l'Agence spatiale européenne et de fonds allemands. En décembre 2019, elle réussit à lever 17 millions d'euros. La société propose en 2019 de développer le lanceur Spectrum pouvant placer une tonne en orbite basse. Elle vise un coût de lancement de 15 000 €/kg et espère atteindre un rythme de 15 tirs par an. En septembre 2020, la société dont les effectifs ont atteint 100 personnes, a entamé la construction du lanceur.

### Pas de tirs
Isar Aerospace a conclu une entente avec la Swedish Space Corporation pour effectuer des tests de son moteur-fusée Aquila à partir de la base de lancement d'Esrange.
Le CNES et ISAR Aerospace ont signé un accord pour faire décoller la fusée Spectrum du centre spatial Guyanais.

## Spectrum
Spectrum (en français spectre) est un lanceur léger développé par la start-up allemande Isar Aerospace capable de placer 1 000 kg en orbite basse et 700 kg en orbite héliosynchrone. Il comporte deux étages propulsés par des moteurs-fusées à ergols liquides brûlant un mélange de propane et d'oxygène liquide. Son premier vol à lieu le 30 mars 2025 à Andøya résultant en un échec quelques secondes après le décollage.